# Henry John Heinz
Henry John Heinz (Pittsburgh, 11 ottobre 1844 – Pittsburgh, 14 maggio 1919) è stato un imprenditore statunitense di origini tedesche. Fondò la H. J. Heinz Company con sede a Pittsburgh.

## Biografia
Henry John Heinz è nato a Pittsburgh l'11 ottobre 1844, figlio degli immigrati tedeschi John Henry Heinz (1811-1891), di Kallstadt (Palatinato, Regno di Baviera) e Anna Margaretha Schmidt (1822-1899), di Kruspis, (ora nel comune di Haunetal, Assia). Suo padre emigrò negli Stati Uniti all'età di 29 anni nel 1840, sua madre a 21 anni nel 1843. Si sposarono il 4 dicembre 1843 a Pittsburgh, dove si incontrarono per la prima volta. Anna Schmidt era la figlia di un ministro luterano e anche John Heinz lo era. In età matura fu membro attivo delle chiese metodista e presbiteriana, lavorando anche a stretto contatto con i battisti. Tramite la famiglia di suo padre, Henry Heinz era cugino di secondo grado di Frederick Trump, nonno paterno di Donald Trump, 45º e 47º Presidente degli Stati Uniti.

### La H. J. Heinz Company
Henry John Heinz iniziò a confezionare prodotti alimentari su piccola scala a Sharpsburg, in Pennsylvania, nel 1869. Lì fondò la Heinz Noble & Company con un'amica, L. Clarence Noble. Iniziò a commercializzare rafano confezionato. La società fallì nel 1875. L'anno successivo Heinz fondò un'altra società, F & J Heinz, con suo fratello John Heinz e un cugino, Frederick Heinz. Uno dei primi prodotti di questa azienda fu il ketchup.
La compagnia continuò a crescere e nel 1888 Heinz acquisì altri due soci, riorganizzando la società H. J. Heinz Company. Lo slogan dell'azienda, 57 varietà, fu introdotto da Heinz nel 1896; allora l'azienda vendeva più di sessanta prodotti diversi. Heinz ha detto di aver scelto il "5" perché era il suo numero fortunato, mentre il "7" era il numero fortunato di sua moglie.
La H. J. Heinz Company è stata costituita nel 1905 e Heinz è stato il suo primo presidente, fino alla propria morte. Sotto la sua guida, la società fu nota per il trattamento equo dei lavoratori e per la preparazione alimentare pionieristica, sicura e sana. Fornì ai suoi dipendenti assistenza medica gratuita, strutture ricreative come palestre, piscine e giardini e opportunità educative come biblioteche, concerti gratuiti e conferenze. Heinz condusse una lotta a favore del Pure Food and Drug Act nel 1906. Durante la prima guerra mondiale, ha lavorato con la Food Administration.
Fu direttore in molte istituzioni finanziarie, nonché presidente di una commissione per ideare soluzioni per proteggere Pittsburgh dalle inondazioni.
All'epoca della morte di Heinz a Pittsburgh, all'età di 74 anni, la H.J. Heinz Company aveva più di venti stabilimenti di trasformazione alimentare e possedeva fattorie e fabbriche di contenitori.

### Morte
Heinz morì nella sua casa il 14 maggio 1919, dopo aver contratto la polmonite. I suoi funerali furono celebrati alla East Liberty Presbyterian Church. Fu sepolto all'Homewood Cemetery di Pittsburgh, nel Mausoleo della famiglia Heinz.